# Natalia Barrionuevo
Natalia Barrionuevo (La Rioja, Argentina, 29 de agosto de 1978) es una cantante argentina de folclore, hija de padre santiagueño y madre riojana.
Se inicia artísticamente en 1995 participando en certámenes en Saldán (Córdoba), ganando en el rubro dúo, grupo vocal, solista vocal femenino, en el año 1994 ganó como solista vocal femenina. En 1997 participó en el Pre-Cosquín, ganando en el rubro solista vocal femenino, el premio que otorga Mercedes Sosa (desde entonces su madrina artística) y Epsa Music que incluye la grabación de un álbum.
Ese año, más tarde, es invitada por la señora Mercedes Sosa a compartir el show en Buenos Aires.
Así graba su primer álbum: "Donde Se Gesta El Amor", con los arreglos y dirección de Nicolás Colacho Brizuela.
Es el transcurso de esos años la presidencia de la Nación por medio de cultura le entrega una beca que le permite radicarse en Bs. As. para estudiar canto con la profesora Liliana Vitale. 
En el 2000 edita su segundo CD "Sueños" con los arreglos y dirección de Luis Chazarreta en la mayoría de los temas y con invitados como Mercedes Sosa, Alfredo Ábalos y Ramón Navarro.
En el 2003, Natalia presenta su tercer disco "Alivio Para El Alma" que tiene a artistas invitados tales como Raly Barrionuevo y OrellanaLuca (ex Dúo Terral).